# Honoré Jacquinot
Pour les articles homonymes, voir Jacquinot.
Honoré Jacquinot est un zoologiste et botaniste français, né le 1er août 1815 à Moulins-Engilbert (Nièvre) et mort le 22 mai 1887 à Nevers.
Jacquinot est le jeune demi-frère de l'officier de marine Charles Hector Jacquinot et navigua à ses côtés comme chirurgien naturaliste à bord de La Zélée, navire participant à l'expédition de Dumont d'Urville au Pôle Sud et dans l'Océanie de 1837 à 1840.
À son retour, nommé chevalier de la légion d’honneur et chirurgien de la Marine, il présenta à Paris sa thèse de doctorat en médecine sur l’« Études sur l'histoire naturelle de l'homme », soutenue le 18 aout 1848. Cette thèse fut publiée par Rignoux, imprimeur de la faculté de médecine de Paris, 29 bis rue Monsieur-le-Prince.

## Distinctions
- Chevalier de la Légion d'honneur (25 janvier 1841).

## Publications
- avec Jacques Bernard Hombron, Voyage au Pole Sud et dans l'Océanie sur les corvettes l'Astrolabe et la Zélée, Paris, Gide et Cie, 1846.